# Marek Fornal
Marek Fornal (ur. 25 lutego 1968) – polski siatkarz, przyjmujący. Reprezentant Polski, mistrz Polski (1988, 1989).

## Kariera sportowa
Jest wychowankiem klubu Grodziec Będzin. W sezonie 1987/1988 debiutował w ekstraklasie w zespole Hutnika Kraków. W 1988 i 1989 wywalczył z krakowskim klubem mistrzostwo Polski, w 1990 wicemistrzostwo Polski, w 1988 i 1990 Puchar Polski. W trakcie sezonu 1990/1991 powołany do służby wojskowej, został zawodnikiem Czarnych Radom. Radomski klub opuścił po sezonie 1991/1992 i powrócił do Hutnika, w którym występował w sezonie 1992/1993 w serii B I ligi. W sezonie 1993/1994 został zawodnikiem belgijskiego klubu Knack Roeselare. Następnie występował w Morzu Szczecin (w tym w latach 1994–1996 w ekstraklasie), Kazimierzu Płomień Sosnowiec (w ekstraklasie 1997–2001). W kolejnych latach grał w zespołach niższych klas (WKS Wawel AGH Kraków i AZS Politechnika Krakowska (w drugim z tych klubów w latach 2006–2008))
W reprezentacji Polski juniorów wystąpił na mistrzostwach Europy w 1986 (6. miejsce). W reprezentacji Polski seniorów debiutował 29 marca 1987 w towarzyskim spotkaniu z Holandią, ostatni raz wystąpił 29 lipca 1993 w towarzyskim spotkaniu z Francją, łącznie zagrał w 59 spotkaniach, jednak na żadnym turnieju rangi mistrzowskiej.
Po zakończeniu kariery zawodniczej był m.in. trenerem AZS Politechniki Krakowskiej (grudzień 2008–październik 2010) i trenerem-koordynatorem w Hutniku Kraków.
Jego synowie Tomasz i Jan również grają wyczynowo w siatkówkę.